# Rosário (Almodôvar)
Rosário is een plaats (freguesia) in de Portugese gemeente Almodôvar en telt 606 inwoners (2001).